# Pacific Coast League
Die Pacific Coast League (PCL) ist eine US-amerikanische Baseball Liga der Minor Leagues. Zusammen mit der International League operiert die PCL in der Triple-A-Klasse. Dies ist die zweithöchste Spielklasse im US-amerikanischen Baseballligensystem direkt unterhalb der Major League Baseball. Die Franchisen sind im Westen der Vereinigten Staaten sowie in Texas und Oklahoma angesiedelt.
Die Teams der PCL haben Kooperationsverträge mit jeweils einer MLB-Franchise und sind als Farmteams für die Ausbildung deren Spieler verantwortlich. Im Zuge der Restrukturierung der Minor Leagues im Jahr 2021 spielte die PCL unter dem Namen Triple-A West bevor sich die MLB die Namensrechte der traditionellen Minor Leagues sicherte. 
Rekordmeister der Liga sind mit 14 Titeln die San Francisco Seals, gefolgt von den Los Angeles Angels(12) und den Albuquerque Dukes sowie den Portland Beavers(jeweils 8). Das erfolgreichste derzeit noch aktive Franchise sind die Tacoma Rainiers mit sieben Titeln.

## Aktuelle Teams der PCL
| Division | Teamname                 | MLB Farmteam von     | Stadt                        | Stadion                      | Fassungsvermögen |
| -------- | ------------------------ | -------------------- | ---------------------------- | ---------------------------- | ---------------- |
| East     | Albuquerque Isotopes     | Colorado Rockies     | Albuquerque, New Mexico      | Isotopes Park                | 13.500           |
| East     | El Paso Chihuahuas       | San Diego Padres     | El Paso, Texas               | Southwest University Park    | 9.500            |
| East     | Oklahoma City Dodgers    | Los Angeles Dodgers  | Oklahoma City, Oklahoma      | Chickasaw Bricktown Ballpark | 9.000            |
| East     | Round Rock Express       | Texas Rangers        | Round Rock, Texas            | Dell Diamond                 | 11.631           |
| East     | Sugar Land Space Cowboys | Houston Astros       | Sugar Land, Texas            | Constellation Field          | 7.500            |
| West     | Las Vegas Aviators       | Oakland Athletics    | Summerlin, Nevada            | Las Vegas Ballpark           | 10.000           |
| West     | Reno Aces                | Arizona Diamondbacks | Reno, Nevada                 | Greater Nevada Field         | 9.013            |
| West     | Sacramento River Cats    | San Francisco Giants | West Sacramento, Kalifornien | Sutter Health Park           | 14.014           |
| West     | Salt Lake Bees           | Los Angeles Angels   | Salt Lake City, Utah         | Smith’s Ballpark             | 15.411           |
| West     | Tacoma Rainiers          | Seattle Mariners     | Tacoma, Washington           | Cheney Stadium               | 6.500            |